# Chiara Rosa
Chiara Rosa (ur. 28 stycznia 1983 w Camposampiero) – włoska lekkoatletka, kulomiotka.

## Osiągnięcia
- brązowy medal Mistrzostw Świata Juniorów Młodszych w Lekkoatletyce (Bydgoszcz 1999)
- 2 brązowe medale igrzysk śródziemnomorskich (Almería 2005 & Pescara 2009)
- brąz na Młodzieżowych mistrzostwach Europy (Erfurt 2005)
- 8. miejsce podczas mistrzostw Europy (Göteborg 2006)
- 8. lokata na mistrzostwach świata (Osaka 2007)
- 5. miejsce w halowych mistrzostwach świata (Walencja 2008)
- 13. lokata podczas igrzysk olimpijskich (Pekin 2008)
- 2. miejsce na drużynowych mistrzostwach Europy (Leiria 2009)
- srebrny medal Uniwersjady (Belgrad 2009)
- 3. miejsce w superlidze drużynowych mistrzostw Europy (Bergen 2010)
- 13. miejsce w finale mistrzostw Europy (Barcelona 2010)
- 3. miejsce w superlidze drużynowych mistrzostw Europy (Sztokholm 2011)
- brązowy medal mistrzostw Europy w Helsinkach (2012)
- 4. miejsce na halowych mistrzostwach Europy (Göteborg 2013)
- 5. miejsce na mistrzostwach Europy (Zurych 2014)
- 11. miejsce podczas halowych mistrzostw świata (Portland 2016)
- zwycięstwa na wielu mniejszych międzynarodowych imprezach (puchar Europy w rzutach, Puchar Europy w lekkoatletyce)
- liczne złote medale mistrzostw Włoch

## Rekordy życiowe
- pchnięcie kulą – 19,15 (2007 & 2009) rekord Włoch
- pchnięcie kulą (hala) – 18,68 (2008)